# Машнин, Андрей Иванович
Андрей Иванович Машнин (род. 15 марта 1963, Свердловск) — российский поэт и рок-музыкант, основатель, лидер и вокалист группы «Машнинбэнд».

## Биография
Родился 15 марта 1963 года в Свердловске. Отец — ленинградский поэт, журналист Иван Машнин, мать — учительница русского языка и литературы. Жил в деревне Вогулка Шалинского района Свердловской области, в городах Каменске-Уральском, Асбесте.
В Ленинград приехал из городка Дудинка после службы в армии в 1983 году. Поступил в Гидрометеорологический институт, однако через два года бросил учёбу. Потом поступил на филологический факультет ЛГУ, который также бросил. Одно время работал строителем. В 1987 году устроился работать в котельную «Камчатка», несколько позже вступил в Ленинградский рок-клуб. С 1989 по 1995 год исполнял обязанности начальника котельной. В 1993 году поступил в петербургский филиал Московской государственной академии печати на редакторско-издательский факультет. С сентября 1997 года работал в журнале «5 колесо» литературным редактором. В 2000 году окончил учёбу в вузе и получил диплом редактора-издателя.
С 1987 года начал выступать в жанре «бардовской песни» (позднее в одном из интервью он назовёт этот период своего творчества «дилетантским»). В 1990 году выпустил акустический альбом «Трио Гагарин». Во второй половине того же года на домашней студии Сергея Фирсова записал альбом «Утилизация». В 1992 году вместе с барабанщиком Андреем Орловым из группы «Юго-Запад», басистом Евгением «Ай-яй-яй» Фёдоровым из группы «Объект насмешек» записал электрический альбом. В дальнейшем в записи также принимали участие ксилофонист и барабанщик Александр «Дусер» Воронов и Сергей Фирсов, игравший на тамбуласах и бубнах. Запись альбома продолжалась два года. Альбом был назван «Тихо в лесу!» и издан в 1996 году.
16 декабря 1994 года на концерте-презентации студии «Европа+ СПб» в Ленинградском дворце молодёжи состоялось первое выступление созданной А. Машниным группы «Машнинбэнд». «Тихо в лесу!» стал первым альбомом в дискографии группы, саунд-продюсером альбома стал Сергей Фирсов, все гитарные и басовые партии сыграл Ай-яй-яй. В 1995 году в качестве вокалиста Машнин участвовал в записи альбома «Лобовой мэйнстрим» группы «Бондзинский». В этом же году «Машнинбэнд» записал альбом «Трезвые злые», который никогда не выходил самостоятельно, но в 2006 году был включён в коллекционное издание «Бомба + Трезвые злые».
В 1996 году в группу пришёл Леонид Замосковский, который стал автором всей последующей музыки «Машнинбэнд». В июне группа выступила на стадионе «Петровский» на Первом питерском рок-фестивале «Наполним небо добротой». Вместе с Замосковским Машнин записал альбом «Жэлезо», вышедший в 1997 году. Весной «Машнинбэнд» выступал уже втроём, а к сентябрю 1997 года у группы образовался новый состав — Андрей Машнин, Леонид Замосковский (гитара), Юрий Степанов (бас-гитара) и Владимир Шумахер (барабаны). В 1998 году «Машнинбэнд» записал альбом «Бомба», а в 2001 году — новый альбом «Желтопёр». Осенью 2001 года из группы ушёл барабанщик В. Шумахер, его место занял Александр Лапин. Вскоре активность группы сходит на нет.
В конце 2015 года Машнин возобновил музыкальную деятельность, дав четыре концерта в клубах Москвы и Санкт-Петербурга. Состоялось сотрудничество с лейблом bbt и его основателями — группой «Барто». Машнин и «Ильич» приняли участие в работе над новым материалом «Барто», записав вокал и гитары в песне «Война», вышедшей в качестве сингла. 14 мая 2016 года Машнин выступил на Трушинском фестивале, а через несколько дней вместе с Замосковским вышел на одну сцену с «Барто» во время концерта-презентации «Светлого завтра». В ноябре 2016 года была представлена песня Машнина «Резина», написанная для одноимённого проекта музыкантов московских групп Verba и Jars. Выпустив в 2017—2019 годах несколько синглов и видеоклипов с новым материалом, в конце 2019 года группа «Машнинбэнд» обнародовала новую версию альбома 90-х «Железо» — под названием «Железо XXI». По словам обозревателя Colta.ru, «в финале альбом достигает такого накала, что там, по сути, отменяется все бытие».

## Отзывы о Машнине и его группе
Мария Любичева («Барто»):

Я впервые услышала «Машнинбэнд» в середине девяностых, когда они выпустили альбом «Жэлезо». Их музыка была настоящим ударом под дых, ледяной струей в душном потоке русского рока. Тогда мне очень нравились Rage Against the Machine — я вообще люблю тяжелую музыку с социальной тематикой. А у Машнина кроме грязного и плотного звука были ещё и потрясающие тексты — их даже неправильно называть текстами песен, это именно что поэзия.— Карпов Денис Львович. АНДРЕЙ МАШНИН: НЕКАНОНИЧЕСКИЙ ГЕРОЙ РУССКОГО РОКА
Егор Летов, вместе с группой «Гражданская Оборона» сделал кавер на песню «P.S. Сам» в альбоме «Долгая Счастливая Жизнь». Сам Летов говорил о песне так:
Как только я ее услышал на концерте в исполнении Машнина, она меня поразила жутким соответствием тому, что я сам бы хотел выразить за последние годы. У него в песнях вообще очень много того, под чем бы я безоговорочно подписался. А «Айя» это вообще как бы сжатый манифест, концентрированная реакция на все в последнее время происходящее, на то, что касается непосредственно ТЕБЯ каждый час.Из Off-line интервью на официальном сайте группы Гражданская Оборона
Андрей Бухарин, обозреватель журнала Rolling Stone:
«Машнинбэнд» я совсем пропустил – скорее всего из-за журнала Fuzz. Они были их постоянными героями, и я сдуру решил, что это какой-то русский рок. Толком услышал музыку и познакомился с самим Машниным не так давно – он работает редактором в питерском офисе нашего издательства, в журнале «Пятое колесо», если не ошибаюсь.
Совсем взрослый, интеллигентный человек в очках. Оказалось, что он делал великолепную, талантливую музыку – больше всего мне это напомнило американский альтернативный рок 80-х годов, такие проекты Стива Альбини, как Big Black и Rapeman. Сейчас их никто не помнит, а в конце 80-х они нам сносили крышу.

## Дискография
- 1988 — «Арестант»
- 1990 — «Трио Гагарин»
- 1990 — «Утилизация»
- 1994 — «Тихо в лесу»[17]
- 1995 — «Трезвые злые»
- 1997 — «Жэлезо»[17]
- 1999 — «Бомба»
- 1999 — «МашнинДрон»
- 2001 — «Жёлтопёр»
- 2003 — «МашнинБэнд LIVE»
- 2006 — «Бомба & Трезвые злые»[18]
- 2019 — «Железо XXI»